# Đá Vị Khê
Đá Vị Khê (tiếng Anh: Bamford Reef; tiếng Trung: 龙虾礁; bính âm: Lóngxiā jiāo, Hán-Việt: Long Hà tiêu) là một rạn san hô thuộc cụm Sinh Tồn của quần đảo Trường Sa. Đá này nằm về phía tây nam của đảo Sinh Tồn Đông và phía đông bắc của đá Ninh Hòa.
Đá Vị Khê là đối tượng tranh chấp giữa Việt Nam, Đài Loan, Philippines và Trung Quốc. Hiện chưa rõ nước nào thực sự kiểm soát đá này.